# Elif Shafak
Elif Şafak, ou Elif Shafak (nom de plume d'Elif Bilgin), née le 25 octobre 1971 à Strasbourg, est une écrivaine turque. Elle vit et travaille à Londres.
Primée et best-seller en Turquie, Elif Şafak écrit ses romans aussi bien en turc qu'en anglais. Elle mêle dans ses romans les traditions romanesques occidentale et orientale, donnant naissance à une œuvre à la fois « locale » et universelle. Féministe engagée, cosmopolite, humaniste et imprégnée par le soufisme et la culture ottomane, Elif Şafak s'attaque dans ses écrits à toute forme de bigoterie et de xénophobie.

## Biographie

### Parcours
Elif Şafak est née en 1971 en France, de parents turcs,. Diplômée en relations internationales de l'université technique du Moyen-Orient d'Ankara, elle est aussi titulaire d'un master en genre et études féminines dont le mémoire portait sur la circulaire Compréhension des derviches hétérodoxes de l'islam. Elle a soutenu sa thèse en sciences politiques sur l'Analyse de la modernité turque à travers les discours des masculinités (titre original : Male Gender Roles in Turkish Culture and Turkey's Modernization).
En 1998, elle obtient pour son premier roman, Pinhan, le Prix Mevlana récompensant les œuvres littéraires mystiques en Turquie. Son second roman, Şehrin Aynaları, entremêle les mysticismes du judaïsme et de l'islam dans une Méditerranée historique du XVIIe siècle. Mahrem confirme par la suite le succès de Şafak, lui valant ainsi le Prix des écrivains turcs en 2000.
Son roman Bonbon Palace est un bestseller en Turquie. Elle publie ensuite Med-Cezir, un ouvrage rassemblant des essais sur le genre, la sexualité, les enfermements mentaux et la littérature.
The Saint Of Incipient Insanities est le premier roman que Şafak écrit en anglais. Elle y raconte les vies d'immigrants musulmans à Boston et visite le sentiment d'exclusion que ceux-ci peuvent ressentir aux États-Unis. Lorsqu'elle y met la touche finale en 2002, Şafak est chargée de cours au Mount Holyoke College (dans le Massachusetts) auprès de la chaire de Women's Studies.
Elle enseigne ensuite à l'université du Michigan dans la discipline « Gender and Women's Studies ». L'année suivante, elle devient professeur à temps plein au département des Études du Proche-Orient à l'université d'Arizona.
Son second roman en anglais, La Bâtarde d'Istanbul, best-seller en Turquie en 2006, raconte l'histoire de deux familles, l'une turque, l'autre arménienne, à travers le regard des femmes. Le roman qui traite du génocide arménien lui vaut d'être poursuivie en justice en vertu de l'article 301 du Code pénal turc, (intitulé « Humiliation de l'identité turque, de la République, des institutions ou organes d'État »). Le procès se conclut par un non-lieu. Le roman est adapté au théâtre en 2015 en Italie par Angelo Savelli et l'actrice Serra Yılmaz y tient le rôle principal.

### Vie privée
Élevée par sa mère diplomate après le divorce de ses parents, Elif Şafak a passé son adolescence à Madrid puis à Amman, en Jordanie, avant de retourner en Turquie. Elle est mariée au journaliste turc Eyüp Can, rédacteur en chef du quotidien Referans. Ils ont deux enfants[réf. nécessaire].
En 2017 elle fait son coming out en tant que bisexuelle.

## Thèmes dans les œuvres

### Soufisme
Le soufisme joue un rôle central dans l'écriture d'Elif Şafak, mais n'est abordé directement qu'avec son roman Soufi, Mon amour. Publié en mars 2009, le roman s'est propulsé directement à la première place des romans les plus vendus depuis plusieurs décennies en Turquie. Elif Şafak y raconte une histoire d'amour contemporaine entre une femme au foyer juive américaine et un soufi moderne vivant à Amsterdam. Leur histoire peu ordinaire s'inscrit dans une trame narrative historique qui relate à merveille le lien spirituel qui unit autrefois Rumi et Shams de Tabriz.

### Istanbul
Şafak pare Istanbul la ville des atours d'une vieille femme dont le cœur vif est éternellement avide de nouvelles histoires et d'amours naissantes. « Istanbul vous fait comprendre, peut-être pas de façon intellectuelle mais intuitive, qu'Orient et Occident sont, in fine, des concepts imaginaires qui peuvent donc être dé-imaginés et ré-imaginés ». Dans un essai publié par le magazine Time, Elif Şafak déclare : « Orient et Occident ne sont pas comme l'eau et l'huile. Ils se mélangent. Et dans une ville comme Istanbul, ils se mélangent de façon intense, incessante et époustouflante. »

### Œuvres récentes
Şafak écrit aussi des articles pour des journaux et magazines en Europe et aux États-Unis, des scripts pour séries télévisées et des paroles de chansons pour des musiciens rock. « En devenant mère, j'ai dû apprendre à écrire pendant des plages de temps courtes et concentrées pendant que les enfants dormaient ou jouaient sur le tapis. L'écriture de paroles pour de la musique rock a été un magnifique cadeau de maternité pour moi. »
Lors de la cinquième édition du Women's Forum for the Economy and Society à Deauville en octobre 2009, Şafak est nommée International Rising Talent.

### Influence de sa maternité sur son écriture
Après la naissance de sa fille en 2006, Elif Şafak souffre de dépression post-partum pendant plus de 10 mois. Elle aborde cette période dans son premier roman autobiographique et y combine fiction et diverses formes de non-fiction. « J'ai appelé ce livre Lait noir pour deux raisons. Avant tout, il s'agit de dépression post-natale et montre que le lait maternel n'est pas toujours aussi blanc et immaculé que la société voudrait bien le croire. Ensuite, de cette dépression est née l'inspiration. De ce lait noir, j'ai pu extraire une forme d'encre ».

## Prises de positions et polémiques
En 2015, quelques semaines après les attaques terroristes contre Charlie Hebdo, Şafak publie un texte dans Index on Censorship, dans lequel elle critique les propos du président turc Erdoğan qu'elle juge complotistes, ainsi que sa politique marquée par des reculs démocratiques.
En mai 2016, Elif Şafak écrit dans The Guardian un article intitulé In Turkey we can't laugh at our politicians no more (En Turquie nous ne pouvons plus nous moquer de nos personnalités politiques). Elle y décrit les difficultés, selon elle, à être kurde, alevi, gay, femme ou simplement en désaccord avec la politique officielle du pays.
En 2019, Şafak est accusée en Turquie de faire la promotion de la pédophilie dans son livre Mahrem, paru en 2000,,. En effet, un passage décrit une fellation forcée au point de faire vomir un personnage qui est décrit comme « çocuk », c'est-à-dire un enfant.
Elif Şafak a été accusée d'avoir plagié, dans son roman Bit Palas, Fly Palace, écrit par Mine G. Kırıkkanat et publié en 1990 par Kırmızı Kedi. Le 24 janvier 2024, le tribunal civil des droits intellectuels et industriels d’Anatolie a rendu son verdict : le livre Bit Palas d’Elif Şafak comporte 5 % de similarités avec le livre Fly Palace de Mine Kırıkkanat. Elif Şafak, forte d’une pétition signée par 130 intellectuels, dont Orhan Pamuk, a fait appel de ce jugement.

## Influence et hommages
Dans Chants d'utopie, premier cycle de Brice Bonfanti, le chant X de Turquie du livre 3 prend pour figure Elif Şafak, sous le titre La Première Lettre d'un nouvel alphabet, sans doute en référence à la lettre arabe Elif, qui devient ici un symbole de l'utopie[réf. nécessaire].

## Publications
En turc
- Kem Gözlere Anadolu, 96 p., 1994, Evrensel  (ISBN 9789757837299)
- Pinhan, 224 p., 1997, Metis  (ISBN 975-342-297-0)
- Şehrin Aynaları, 280 p., 1999, Metis  (ISBN 975-342-298-9)
- Mahrem, 216 p., 2000, Metis  (ISBN 975-342-285-7)
- Bit Palas, 361 p., 2002, Metis  (ISBN 975-342-354-3)
- Beşpeşe, 680 p., 2004, Metis  (ISBN 9753424671) (avec Murathan Mungan, Faruk Ulay, Celil Oker et Pınar Kür)
- Med-Cezir, 254 p., 2005, Metis  (ISBN 975-342-533-3)
- Aşk, 420 p., 2009, Doğan  (ISBN 978-605-111-107-0)
- Kâğıt Helva, 160 p., 2010, Doğan  (ISBN 978-605-111-426-2)
- Firarperest, Doğan 2010  (ISBN 978-605-111-902-1)
- İskender, Doğan 2011  (ISBN 9786050902518)
- Şemspare, Doğan 2012  (ISBN 9786050907995)

En français
- La Bâtarde d'Istanbul : roman (trad. de l'anglais), Paris, trad.(en) Aline Azoulay, préf. Amin Maalouf, Éditions Phébus, 2007, 319 p. (ISBN 978-2-7529-0278-8).
- Bonbon Palace : roman, Paris, trad.(tr) Valérie Gay-Aksoy, Éditions Phébus, 2008, 455 p. (ISBN 978-2-7529-0282-5).
- Lait noir, Paris, trad.(tr) Valérie Gay-Aksoy, Éditions Phébus, 2009, 345 p. (ISBN 978-2-7529-0378-5)[14]
- Soufi mon amour, Paris, trad.(en) Dominique Letellier, Éditions Phébus, 2010, 405 p. (ISBN 978-2-7529-0446-1).
- Crime d’honneur [« Honour »], trad. de Dominique Letellier, Paris, Éditions Phébus, 2013  (ISBN 978-2-7529-0743-1) Prix Lorientales 2014 - Prix Relay 2013[15]
- L’Architecte du Sultan [« The architect's apprentice »], trad. de Dominique Goy-Blanquet, Paris, Flammarion, 2015  (ISBN 978-2-08-135377-0)
- Trois filles d'Eve, Flammarion, 2018,  (ISBN 978-2081395688)
- 10 minutes et 38 secondes dans ce monde étrange [« 10 Minutes 38 Seconds in This Strange World »] (trad. de l'anglais par Dominique Goy-Blanquet), Paris, Flammarion, 8 janvier 2020, 400 p. (ISBN 978-2-08-150041-9)
- L'Île aux arbres disparus (traduction Dominique Goy-Blanquet), 400 p., Flammarion (12 janvier 2022)  (ISBN 9782080263179)

En anglais
- The Saint of Incipient Insanities, 368 p., 2004, Farrar, Straus et Giroux  (ISBN 978-0-374-25357-8)
- The Flea Palace (traduction de Bit Palas), 260 p., 2005, Marion Boyars  (ISBN 978-0-7145-3101-4) (avec Müge Göcek)
- The Gaze (traduction de Mahrem), 252 p., 2006, Marion Boyars  (ISBN 978-0-7145-3121-2)
- The Bastard of Istanbul, 368 p., 2006, Viking Adult  (ISBN 978-0-670-03834-3)
- The Forty Rules of Love, 355 p., 2010, Penguin Viking  (ISBN 978-0670021451)

En allemand
- Spiegel der Stadt (traduction de Şehrin Aynaları) Literaturca Verlag  (ISBN 978-3-935535-06-9)
- Die Heilige des nahenden Irrsinns, (traduction de The Saint of Incipient Insanities) 2005, Eichborn Verlag  (ISBN 978-3-8218-5750-3)

## Crédit d'auteurs
- (en) Cet article est partiellement ou en totalité issu de l’article de Wikipédia en anglais intitulé « Elif Şafak » (voir la liste des auteurs).